# Lijst van voetbalinterlands Afghanistan - India (vrouwen)
Deze lijst van voetbalinterlands is een overzicht van alle officiële voetbalinterlands tussen de nationale vrouwenteams van Afghanistan en India. De landen hebben tot nu toe drie keer tegen elkaar gespeeld. De eerste wedstrijd was op 14 september 2012 in Colombo tijdens het Zuid-Aziatisch kampioenschap voetbal vrouwen. De laatste confrontatie, ook bij het Zuid-Aziatisch kampioenschap voetbal vrouwen, was op 27 december 2016 in Siliguri.

## Wedstrijden
| № | Plaats    | Datum             | Competitie                                        | Wedstrijd           | Uitslag |
| - | --------- | ----------------- | ------------------------------------------------- | ------------------- | ------- |
| 1 | Colombo   | 14 september 2012 | Zuid-Aziatisch kampioenschap voetbal vrouwen 2012 | India − Afghanistan | 11 − 0  |
| 2 | Islamabad | 17 november 2014  | Zuid-Aziatisch kampioenschap voetbal vrouwen 2014 | Afghanistan − India | 0 − 12  |
| 3 | Siliguri  | 27 december 2016  | Zuid-Aziatisch kampioenschap voetbal vrouwen 2016 | India − Afghanistan | 5 − 1   |

## Samenvatting
| Competitie                           | Totaal gespeeld | Winst Afghanistan | Gelijk | Winst India | Doelsaldo Afghanistan – India |
| ------------------------------------ | --------------- | ----------------- | ------ | ----------- | ----------------------------- |
| Zuid-Aziatisch kampioenschap voetbal | 3               | 0                 | 0      | 3           | 1 − 28                        |
| Totaal                               | 3               | 0                 | 0      | 3           | 1 − 28                        |